# Gemischtpraxis
Unter einer Gemischtpraxis versteht man eine Tierarztpraxis, die sowohl Kleintiere als auch Nutztiere behandelt. Geführt wird eine Tierarztpraxis von einem oder mehreren Tierärzten. Während die Behandlung von Kleintieren meist in den Praxisräumen stattfindet, ist die Behandlung von Nutztieren mit Fahrdienst und damit einem erhöhten Zeitaufwand verbunden. Die Gemischtpraxis ist die am wenigsten spezialisierte Form der Berufsausübung von Tierärzten und eine Kombination aus Kleintier- und Großtierpraxis. 2011 waren 4.822 Tierärzte in Deutschland in einer Gemischtpraxis tätig, das sind 40,7 % der praktizierenden Tierärzte.